# Torre de los Huesos
La Torre de los Huesos es una atalaya islámica, cuyos restos se exhiben en el aparcamiento subterráneo de la Plaza de Oriente, en la ciudad española de Madrid. Fue construida en el siglo XI por la población musulmana que fundó dos siglos antes la fortaleza de Mayrit, como parte integrante de su sistema defensivo.

## Localización
Estaba localizada fuera de la ciudadela y cumplía una función de vigilancia del barranco del arroyo del Arenal, en la zona noroeste de la capital, junto al lugar que ocupa actualmente el Palacio Real.
Con la conquista de Madrid por el rey Alfonso VI de León, en el año 1083, el torreón fue incorporado como torre albarrana a la muralla cristiana, que los castellanos levantaron como una ampliación del primitivo recinto amurallado musulmán.
Además de proteger las fuentes de los Caños del Peral, que se encontraban en la actual Plaza de Isabel II, garantizaba la seguridad de la Puerta de Valnadú, uno de los cuatro accesos de la citada muralla cristiana. Ésta se hallaba cerca de la confluencia de las calles de la Unión y de Vergara, junto a la fachada meridional del Teatro Real.
La torre, que toma su nombre por su proximidad con el antiguo cementerio islámico de la Huesa del Raf, tiene planta cuadrangular. Combina mampostería y sillares, elaborados en sílex y piedra caliza.
Fue descubierta con las obras de remodelación de la Plaza de Oriente, impulsadas por el alcalde José María Álvarez del Manzano y concluidas en 1996, durante la construcción de un estacionamiento subterráneo. Sólo se conserva parcialmente su base.